# Fechtweltmeisterschaften 1995
Die 44. Fechtweltmeisterschaft fand vom 18. bis 23. Juli 1995 in Den Haag statt. Es wurden zehn Wettbewerbe ausgetragen, sechs für Herren und vier für Damen.

## Herren

### Florett, Einzel
| Platz | Land     | Sportler             |
| ----- | -------- | -------------------- |
| 1     | Russland | Dmitri Schewtschenko |
| 2     | Spanien  | Josef Guerra         |
| 3     | Ukraine  | Serhij Holubyzkyj    |
|       | Kuba     | Elvis Gregory        |

### Florett, Mannschaft
| Platz | Land     | Sportler                                                                     |
| ----- | -------- | ---------------------------------------------------------------------------- |
| 1     | Kuba     | Elvis Gregory, Rolando Tucker, Oscar García, Ignacio González                |
| 2     | Russland | Dmitri Schewtschenko, İlqar Məmmədov, Anwar Ibragimow, Wladislaw Pawlowitsch |
| 3     | Polen    | Ryszard Sobczak, Piotr Kiełpikowski, Jarosław Rodzewicz, Adam Krzesiński     |

### Degen, Einzel
| Platz | Land       | Sportler       |
| ----- | ---------- | -------------- |
| 1     | Frankreich | Éric Srecki    |
| 2     | Frankreich | Robert Leroux  |
| 3     | Italien    | Sandro Cuomo   |
|       | Kolumbien  | Mauricio Rivas |

### Degen, Mannschaft
| Platz | Land        | Sportler                                                        |
| ----- | ----------- | --------------------------------------------------------------- |
| 1     | Deutschland | Arnd Schmitt, Michael Flegler, Mariusz Strzałka, Elmar Borrmann |
| 2     | Frankreich  | Éric Srecki, Robert Leroux, Jean-Michel Henry, Hugues Obry      |
| 3     | Ungarn      | Géza Imre, Iván Kovács, Attila Fekete, Krisztián Kulcsár        |

### Säbel, Einzel
| Platz | Land        | Sportler          |
| ----- | ----------- | ----------------- |
| 1     | Russland    | Grigori Kirijenko |
| 2     | Deutschland | Felix Becker      |
| 3     | Italien     | Tonhi Terenzi     |
|       | Italien     | Luigi Tarantino   |

### Säbel, Mannschaft
| Platz | Land     | Sportler                                                                        |
| ----- | -------- | ------------------------------------------------------------------------------- |
| 1     | Italien  | Luigi Tarantino, Tonhi Terenzi, Raffaello Caserta, Marco Marin                  |
| 2     | Russland | Grigori Kirijenko, Stanislaw Posdnjakow, Sergei Scharikow, Alexander Schirschow |
| 3     | Ungarn   | György Boros, József Navarrete, Csaba Köves, Bence Szabó                        |

## Damen

### Florett, Einzel
| Platz | Land     | Sportlerin        |
| ----- | -------- | ----------------- |
| 1     | Rumänien | Laura Badea       |
| 2     | Italien  | Giovanna Trillini |
| 3     | Italien  | Valentina Vezzali |
|       | Italien  | Diana Bianchedi   |

### Florett, Mannschaft
| Platz | Land        | Sportlerinnen                                                               |
| ----- | ----------- | --------------------------------------------------------------------------- |
| 1     | Italien     | Giovanna Trillini, Valentina Vezzali, Diana Bianchedi, Francesca Bortolozzi |
| 2     | Rumänien    | Laura Badea, Claudia Grigorescu, Reka Lazăr-Szabo, Elisabeta Guzganu        |
| 3     | Deutschland | Anja Fichtel-Mauritz, Sabine Bau, Monika Weber, Zita Funkenhauser           |

### Degen, Einzel
| Platz | Land       | Sportlerin             |
| ----- | ---------- | ---------------------- |
| 1     | Polen      | Joanna Jakimiuk        |
| 2     | Ungarn     | Gyöngyi Szalay         |
| 3     | Frankreich | Laura Flessel          |
|       | Frankreich | Sophie Moressée-Pichot |

### Degen, Mannschaft
| Platz | Land       | Sportlerinnen                                                                    |
| ----- | ---------- | -------------------------------------------------------------------------------- |
| 1     | Ungarn     | Gyöngyi Szalay, Tímea Nagy, Adrienn Hormay, Hajnalka Király                      |
| 2     | Frankreich | Laura Flessel-Colovic, Sophie Moressée-Pichot, Valérie Barlois, Sangita Tripathi |
| 3     | Estland    | Maarika Võsu, Merle Esken, Oxana Jermakowa, Heidi Rohi                           |